# Merle Fräbel
Merle Malou Fräbel, född 11 juni 2003 i Suhl, är en tysk rodelåkare.

## Karriär
Vid VM 2025 i Whistler tog Fräbel silver i singel.